# NW.js
NW.js (ранее — node-webkit) — JavaScript-фреймворк, разработанный под патронажем компании Intel, позволяет создавать кроссплатформенные настольные приложения для Windows, MacOS и Linux при помощи веб-технологий на базе Node.js и V8.
Широко используется для создания настольных версий сайтов и игр, например, с его помощью созданы онлайн-кинотеатр Popcorn Time и компьютерная игра Game Dev Tycoon.
В отличие от Electron, предназначенного для сходных задач, NW.js использует более высокоуровневый подход и обеспечивает полную интеграцию с функциями веб-браузера Chromium.